# Shirogane Noel
Shirogane Noel (japonês: 白银ノエル／しろがね ノエル) é uma YouTuber virtual japones qual pertence à Hololive Production e é membro da terceira geração da Hololive. Um de seus apelidos inclui "Capitão".

## Visão Geral
O site oficial da Hololive diz: "Ela é uma garota gentil, mas tem um lado perigoso e pode fazer qualquer coisa com sua força. Ela admira tanto a força que treina como uma guerreira no mundo V-Tuber, onde pessoas fortes se reúnem.'' Foi introduzido como: '' Seu nome de fã é "Silver Holy Knights" . O design do personagem foi feito por Watao , a produção do modelo Live2D foi feita por rariemonn e a produção do modelo 3D foi feita por Pompucho.

## Personalidades
- Ela é especialista em criação de ASMR e, desde 7 de abril de 2021, realiza um projeto denominado "Curso Noesta de ASMR" no qual colabora com membros da Hololive no ASMR.[4] Também está concentrando na distribuição do aprendizado de inglês usando o aplicativo de aprendizagem do Duolingo.[4]
- Ela é conhecida por seus fãs como uma amante do Gyūdon e, de 8 de dezembro de 2020 a 12 de dezembro de 2020, ela colaborou com o produto da Nissin Foods "Cup Noodle Mystery Beef Gyudon''.[5]
- Foi nascida em Quiuxu criado em Oita. Através desta conexão, colaboraram com um fabricante de saquê na cidade de Hitoyoshi, província de Kumamoto, para apoiar os esforços de recuperação das fortes chuvas de julho de 2020.

## Carreira
2019
- No dia 13 de junho foi divulgado o projeto e realizada convocatória de intérpretes. Inicialmente, ela ainda não tinha um nome e foi simplesmente apresentada como "Yurufuwa Muscular Female Knight''.[6]
- No dia 1º de agosto, o nome, canal no YouTube e conta no Twitter de Hosho Marine e Shiranui Furea foram anunciados.[7]
- Atividades iniciadas no YouTube em 8 de agosto.
- No dia 17 de novembro foi revelado o modelo 3D. No mesmo dia, o número de assinantes do YouTube ultrapassou 100 mil.

2020
- 2 de janeiro, fantasias de Ano Novo reveladas.

2021
- Em 12 de abril, o número de assinantes do YouTube ultrapassou 1 milhão. A YouTuber com mais de 1 milhão de assinantes e o 15º VTuber, o 12º membro do Hololive e o 4º membro da 3ª geração do Hololive.

2022
- Novos trajes revelados em 19 de agosto.

## Aparência

### Jogo
- Little Witch Nobeta (2021) Nomeado dublador dublado para a versão japonesa do jogo.
- Yo-kai Watch: Wibble Wobble (1º de janeiro de 2024 - 16 de janeiro de 2024) – Adicionado como personagem do jogo durante o período do evento de colaboração.

### Eventos
2020
- "Hololive 1st fes - Nonstop Story" (24 de janeiro[8], Toyosu PIT)
- "Meet! Talk! VTuber Chatting Festival on Valentine Hololive Edition” na Valentine Hololive Edition (16 de feveiro, 3331 Arts Chiyoda Gymnasium).[9]
- "Hololive 2nd fes - Beyond the Stage" apoiado por Bushiroad STAGE2 (22 de dezembro [10], distribuição online paga na Niconico Live Broadcasting e SPWN).

2021
- Hololive IDOL PROJECT 1st Live. "Bloom," (17 de fevereiro [11], distribuição online paga sem audiência no Niconico Live Broadcasting / SPWN)
- Copa Holopoke (30 a 31 de março[12], transmissão ao vivo do NicoNico)
- Weiss Schwarz & Rebirth apresenta Hololive Production Festival (9 de outubro[13], Pacifico Yokohama Exhibition Hall D)
- HOLOLIVE FANTASY 1st LIVE FAN FUN ISLAND (25 de novembro, TOKYO DOME CITY HALL・SPAWN)[14]

### Outros
- Tio Shirogane Noel Loves (Mangá: Forbidden Shibukawa, "Weekly Young Jump" 2023 edição 14) - Mangá one-shot de colaboração.[15]